# نظریه کمربند سبز

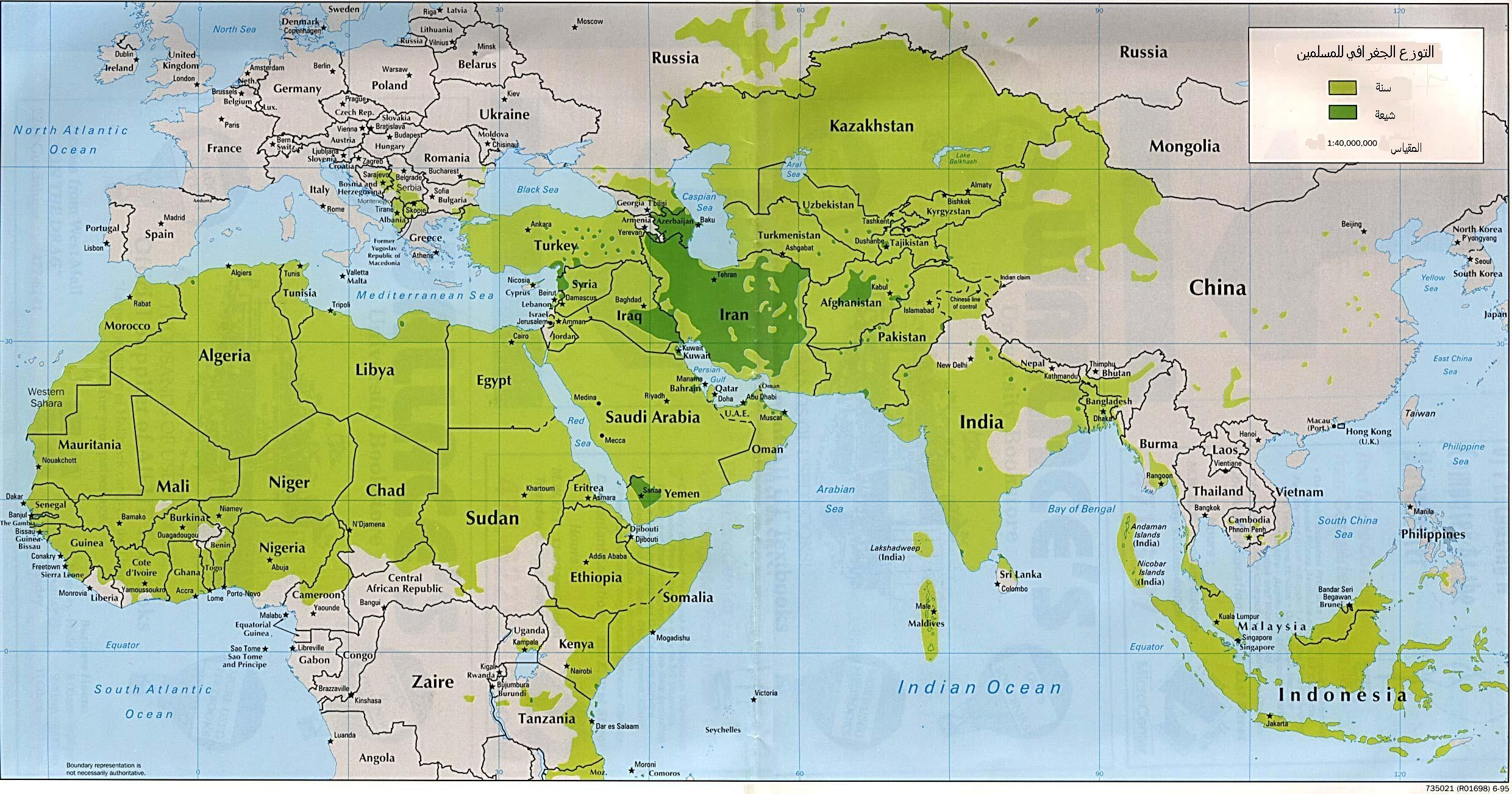
نقشه جهان اسلام که مناطق مدنظر قدرت‌های غربی برای ایجاد کمربند سبز را نشان می‌دهد. طبق این نظریه هدف قدرت‌های غربی تقویت رژیم‌های اسلامی به عنوان سنگری در برابر اتحاد جماهیر شوروی بود.

نظریه کمربند سبز (انگلیسی: Green Belt Theory) یک نظریه ژئوپلیتیکی است که در دوران جنگ سرد مطرح شد. این تئوری تلاش‌های جهان غرب برای ایجاد کمربندی پیشگیرانه علیه اتحاد جماهیر شوروی از طریق احیای بنیادگرایی اسلامی را توضیح می‌دهد. نظریه‌پردازان معتقدند این پروسه که با تأسیس مدارس دینی در هند شروع شد و با حمایت از دولت‌های مذهبی در پاکستان در دهه ۱۹۴۰ ادامه یافت، نهایتاً در دهه ۷۰ و ۸۰ به پیروزی انقلاب اسلامی ایران و مسلح شدن اسلامگرایان جهادی در افغانستان منجر شد.